# Uzoma Asagwara
Uzoma Asagwara es una personalidad de la política canadiense y en el pasado de baloncesto. Desde 2019, representa al distrito electoral Union Station en la Asamblea Legislativa de Manitoba. Asagwara forma parte del Nuevo Partido Democrático de Manitoba. Es una persona de género no binario y su pronombre es elle.

## Biografía
Asagwara nació en Winnipeg, pero sus padres son igbo nigerianos. En 2008, Asagwara se graduó de una Licenciatura en Ciencias en Enfermería Psiquiátrica por la Universidad de Winnipeg y la Universidad de Brandon. Asagwara se eligió como Atleta Femenina del Año de la Universidad de Winnipeg en 2005–06. En 2007 lideró el Canadian Interuniversity Sport con una puntuación media de 28,05 puntos por partido. Asagwara perteneció a  la Selección Nacional de Baloncesto de Canadá durante dos años y formó parte del equipo en los Juegos Panamericanos de 2007. Previamente a sus elecciones, Asagwara trabajó a tiempo completo en enfermería psiquiátrica en la especialidad de adicciones y salud mental de adultos y jóvenes.
Asagwara tiene una larga historia como persona activista comunitaria educadora, empresaria y defensora de la salud mental. Ha servido como miembro del Consejo Asesor del Primer Ministro sobre educación, pobreza y ciudadanía, y como parte de la junta directiva de la Clínica de Salud de la Mujer. En 2014, Asagwara fundó Queer People of Color Winnipeg, una iniciativa con sede en Winnipeg enfocada a crear espacios seguros y aumentar la visibilidad y representación de personas de color queer y transgénero.

### Asamblea Legislativa de Manitoba
En las elecciones generales de Manitoba de 2019, Asagwara se eligió para representar al distrito electoral de Union Station. Asagwara, junto con Jamie Moses y Audrey Gordon, es una de los tres primeras personas canadienses negras que forma parte de la Asamblea Legislativa de Manitoba. También es la primera persona negra queer en ganar un escaño y la primera persona MLA de género no conforme de Manitoba.
Asagwara sirve actualmente como crítico de salud del NDP de Manitoba. Durante su legislatura, Asagwara abogó por el reconocimiento de las comunidades minoritarias de Manitoba y pudo aprobar un proyecto de ley que marca la Semana de la Herencia Somalí. En noviembre de 2021, Asagwara volvió a tener una nominación para representar al NDP en equitación de Union Station.